# 青木鈴慕
青木 鈴慕（あおき れいぼ）は、尺八の琴古流の名跡。

## 初代
（明治23年（1890年7月15日） - 昭和30年（1955年7月2日））本名は青木誠造。
神奈川県横浜の生まれ、父が、兄が尺八奏者だったため、18歳で初代川瀬順輔に入門し川瀬社中に入る。20歳で尺八指南になる。鈴慕会を組織。大正10年（1921年）に川瀬社中を離れ、独自に東京竹友社を組織。日本三曲協会理事、尺八協会会長などを務めた。次男が2代目青木鈴慕、孫に青木彰時。

## 2代目
（昭和10年（1935年10月4日） - 平成30年（2018年8月21日））本名は青木静夫。
初代青木鈴翁。

## 3代目
（昭和40年（1965年） - ）本名は青木彰時。1974年より人間国宝・父二代青木鈴慕に師事。1992年文化庁芸術インターンシップ生。2013年第5回創造する伝統賞受賞。2018年、2代目青木鈴慕から襲名し、3代目青木鈴慕となる。